# 阿富汗争取民主和进步民族运动
阿富汗争取民主和进步民族运动（达里语罗马化：Nahzat-e Faragir-e Democracy wa Taraqi-e Afghanistan）是阿富汗的一个已不存在的共产主义政党。该党的创始人是Sher Mohammad Buzgar，他原是阿富汗人民民主党旗帜派的成员。该党曾派代表出席国际共产主义研讨会。